# پدرگر

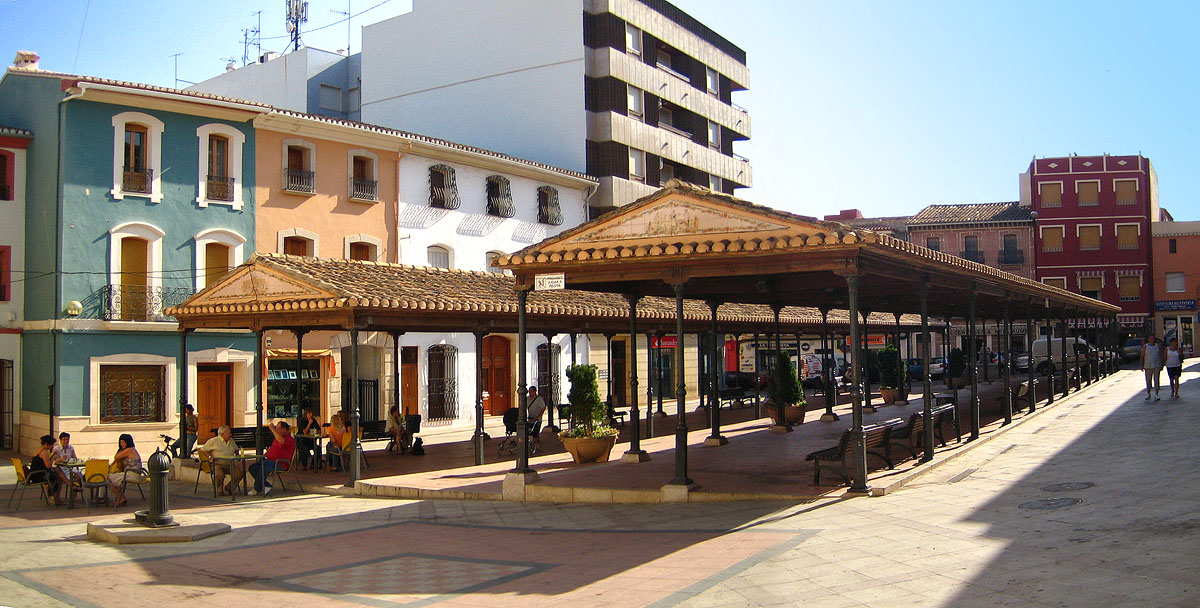
نمایی از پِدرِگِر، دهستانی در استان آلیکانتهٔ اسپانیا - ۲۰۰۸

پِدرِگِر دهستانی در استان آلیکانتهٔ اسپانیا است.
در این دهستان ۶٬۸۵۷ نفر زندگی می‌کنند. مساحت این دهستان ۲۹٫۵۷ کیلومتر مربع است.